# Опавшие листья
«Опавшие листья» (также «Осенние листья», фр. Les Feuilles mortes, англ. Autumn Leaves) — популярная песня (джазовый стандарт), которую записывало на разных языках множество исполнителей по всему миру.
Песня создана в 1945 году на французском языке, под названием «Les Feuilles mortes» («Опавшие листья», или буквально «Мёртвые листья»). Музыку к ней написал французский композитор венгерского происхождения Жозеф Косма, а стихи — поэт и кинодраматург Жак Превер. Впервые она прозвучала в вышедшем в 1946 году фильме Марселя Карне «Врата ночи», в котором её напевали Ив Монтан (игравший главного героя) и Ирен Йоахим (певшая за главную героиню, которую играла Натали Наттье).
В 1947 году американский поэт-песенник, композитор и певец Джонни Мерсер написал к песне английский текст. В 1955 году пианист Роджер Уильямс записал свою инструментальную версию песни на лейбле Kapp Records. Сингл получил большую популярность, занимая на протяжении 4 недель топ-1 чартов Billboard и оставаясь 15 недель в списке бестселлеров. Всего продано более 2 миллионов копий сингла, что делает его самой продаваемой фортепианной композицией в США. В 1965 году Уильямс записал другую версию композиции, добавив в неё текст. Эта версия под названием «Autumn Leaves — 1965» заняла 92-е место в общем чарте Billboard и 10-е в категории Easy Listening.
В 1956 году в СССР выпущена пластинка с русскоязычной версией «Осенних листьев» (текст Николая Доризо) в исполнении Гелены Великановой (при этом ранее уже появилась ставшая популярной песня Бориса Мокроусова на слова Марка Лисянского с тем же названием). Существует перевод Татьяны Сикорской и Самуила Болотина: «О, как хочу, чтобы вспомнила ты / Счастье навек исчезнувших дней / Ярче для нас расцветали цветы, Солнца лучи согревали сильней!…» в исполнении Ивана Шмелёва.